# Susanne Busse
Susanne Busse (* Juni 1971 in Berlin) ist eine deutsche Informatikerin und Hochschullehrerin. Sie war Dekanin an der Technischen Hochschule Brandenburg beziehungsweise der Fachhochschule Brandenburg.

## Leben
Nach dem Abitur 1990 begann Susanne Busse ein Informatikstudium an der Technischen Universität Berlin, das sie 1996 mit einem Diplom abschloss. Von 1996 bis 1998 arbeitete sie zunächst am Fraunhofer-Institut für Software- und Systemtechnik ISST am Standort Berlin. 1998 kehrte sie als wissenschaftliche Mitarbeiterin an die Technische Universität Berlin zurück. Sie arbeitete dort zunächst bis 2002 am Institut für Kommunikations- und Softwaretechnik und wurde 2002 mit der Arbeit Modellkorrespondenzen für die kontinuierliche Entwicklung mediatorbasierter Informationssysteme zum Dr.-Ing. promoviert. Im Anschluss wechselte sie als wissenschaftliche Assistentin mit Lehraufgaben an die Fakultät IV – Elektrotechnik und Informatik, wo sie bis 2008 arbeitete. Von 2008 bis 2009 kam sie zunächst als Vertretungsprofessorin an der Fachhochschule Brandenburg. Seit 2009 ist sie dort fest als Professorin im Fachbereich Informatik und Medien angestellt. Seit 2012 war sie Dekanin des Fachbereichs Informatik und Medien, womit sie die erste Frau in der Leitung eines Fachbereiches an der Technischen Hochschule Brandenburg (bis 2016 Fachhochschule Brandenburg) war. Sie gehört zum Lehrkörpers der 2014 neu gegründeten Medizinischen Hochschule Brandenburg.
Die Schwerpunkte der Lehr- und Forschungstätigkeit von Susanne Busse liegen in den Bereichen Datenbanken, medizinische Informationssysteme, Informationsintegration und modellgetriebene Softwareentwicklung.

## Schriften
- Modellbasiertes Prototyping objektorientierter, heterogener, verteilter Informationssysteme auf der Basis des Tycoon-Systems. Diplomarbeit. TU Berlin 1996.
- mit Ralf-Detlef Kutsche: Objektbasierte Integration einer externen heterogenen Informationsbasis: computergestützte Informationssysteme am Fachbereich 13 (Informatik) der Technischen Universität Berlin. TU Berlin, Fachbereich Informatik, Berlin 1997.
- mit Ralf-Detlef Kutsche: Ein dokumentenorientiertes Metainformationskonzept für das LUIS Brandenburg. Umwelt-Informatik aktuell. Band 15. Metropolis, 1997, S. 316–326.
- mit Ralf-Detlef Kutsche, Carsten Schöning: Metainformation im Bereich Umwelt- und Geoinformationssysteme: eine Modellierungsstudie. TU Berlin, Fachbereich Informatik, Berlin 1997.
- mit Ralf-Detlef Kutsche: Metainformationsmodelle für flexibles Information Retrieval in vernetzten Umweltinformationsstrukturen. In: Umwelt-Informatik aktuell. Band 18. Metropolis, 1998, S. 583–596.
- Modellbasierter Entwurf föderierter Informationssysteme. In: Konstanzer Schriften in Mathematik und Informatik. Nr. 63. Universität Konstanz, 1998, S. 2–6.
- mit U. Freitag, Ralf-Detlef Kutsche: Internet-Technologien als Basis für föderierte Online-Umweltinformationsdienste am Beispiel des LUIS Brandenburg. In: Umwelt-Informatik aktuell. Band 17. Metropolis 1998, S. 87–98.
- Overlap Correspondences. TU Berlin, Fachbereich Informatik, Berlin 1999.
- A Specification Language for Model Correspondence Assertions. Teil 1: Overlap correspondences. TU Berlin, Fachbereich Informatik, Berlin 1999.
- mit Ralf-Detlef Kutsche: Konzeption und Realisierung informationslogistischer Kernprozesse – Die ILOG-Engine. In: Wolfgang Deiters, Carsten Lienemann (Hrsg.): Report Informationslogistik. Symposion, Düsseldorf 2001, ISBN 3-933814-56-1, S. 269–275.
- mit C. Pons: Schema Evolution in Federated Information Systems. In: A. Heuer, F. Leymann, D. Priebe (Hrsg.): Datenbanksysteme in Büro, Technik und Wissenschaft. Springer, Berlin 2001, ISBN  3-540-41707-9, S. 26–43.
- Modellkorrespondenzen für die kontinuierliche Entwicklung mediatorbasierter Informationssysteme. Dissertation. TU Berlin 2002. Logos, Berlin 2002, ISBN 978-3-89722-964-8.
- J. G. Süß, A. Leicher: OCLPrime – Environment and Language for Model Query, Views and Transformations. In: Electronic Notes in Theoretical Computer Science. Vol. 102, 2004, S. 133–153.
- mit T. Kabisch, K. Luxat: Thesaurus Evolution in Distributed Information Systems. In: Studia Informatica Universalis. 2006, S. 7–12.